# Sadzen

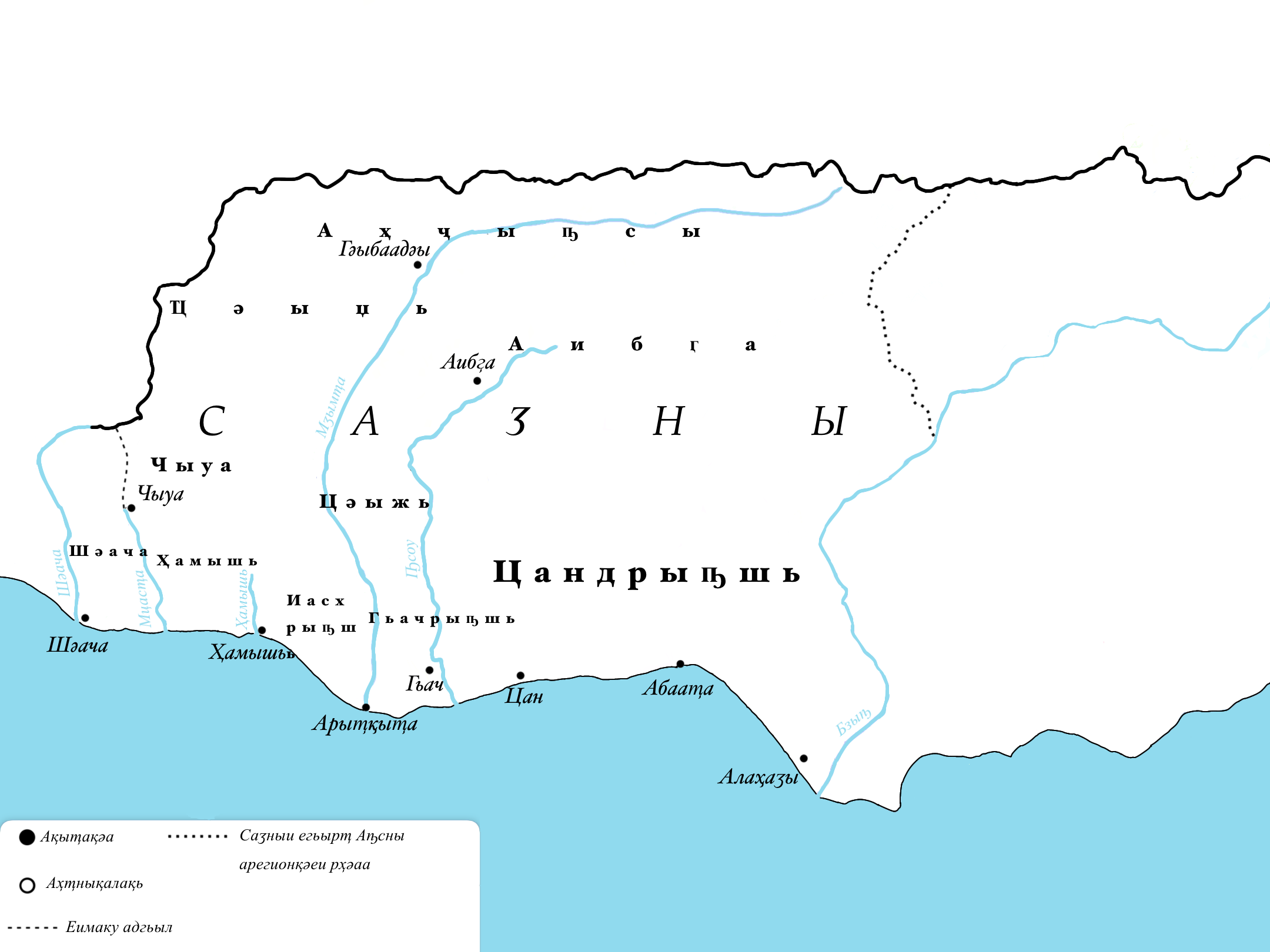
Mapa regionu Sadzen

Sadnez někdy také malá Abcházie je historický region Abcházie. Dříve zde žili Sadzové (od nich se také odvozuje název regionu) což je etnická podskupina Abcházců a byl součástí Abchazského knížectví, ale v roce 1864 v důsledku Kavkazské války byli muslimští Abcházci nuceni emigrovat (většinou do Turecka) a místo nich sem přišli křesťanští osadníci na sever hlavně z Ruska a na jih z Arménie a Gruzie. Dnes je západní část tohoto regionu součástí ruské federace a jižní je Okres Gagra v Abcházii.

## Hranice
Dnes je region umístěn ve dvou státech v Rusku a Abcházii. Východní hranice leží na řece Bzyb a jsou shodné s hranicemi abchazského okresu Gagra. Východní Hranice se uvádějí buď na řece Chosta nebo ještě severněji na řece Soči, která protéká stejnojmenným městem. Z jihu je region ohraničen Černým mořem a ze severu Kavkazem.